# Akio Kuwazawa
Akio Kuwazawa (桑沢 秋雄; Ishikawa, 22 de julho de 1959) é um ex-ciclista olímpico japonês. Kuwazawa representou seu país nos Jogos Olímpicos de Verão de 1984, em Los Angeles.